# 215-та піхотна дивізія (Третій Рейх)
215-та піхотна дивізія (Третій Рейх) (нім. 215. Infanterie-Division) — піхотна дивізія Вермахту за часів Другої світової війни.

## Історія
215-та піхотна дивізія була сформована 26 серпня 1939 у Гайльбронні в V-му військовому окрузі (нім. Wehrkreis V) під час 3-ї хвилі мобілізації Вермахту.

## Райони бойових дій
- Німеччина (Західний Вал) (серпень 1939 — травень 1940);
- Франція (травень — грудень 1941);
- СРСР (північний напрямок) (грудень 1941 — жовтень 1944);
- Курляндський мішок (жовтень 1944 — березень 1945);
- Німеччина (Східна Пруссія) (березень — квітень 1945).

## Командування

### Командири
- генерал від інфантерії Баптіст Кнісс (нім. Baptist Knieß) (26 серпня 1939 — 12 листопада 1942);
- генерал-лейтенант Бруно Франкевіц (нім. Bruno Frankewitz) (12 листопада 1942 — квітень 1945).

## Нагороджені дивізії
Нагороджені Сертифікатом Пошани Головнокомандувача Сухопутних військ для військових формувань Вермахту за збитий літак противника
- 19 червня 1942 — 4-та піхотна рота 380-го піхотного полку за дії 16 березня 1942 (151);

Нагороджені дивізії
|  | Кавалери Нагрудного знаку ближнього бою в золоті                                                           | 4                                                                                                  |
|  | Кавалери Золотого Німецького Хреста                                                                        | 75                                                                                                 |
|  | Кавалери Лицарського хреста Залізного хреста з Дубовим листям                                              | 2 (№ 495 гауптман Конрад Целлер — 09.06.1944 № 790 генерал-лейтенант Бруно Франкевіц — 16.03.1945) |
|  | Кавалери Лицарського хреста Залізного хреста                                                               | 24                                                                                                 |
|  | Кавалери Почесної відзнаки Сухопутних військ «Почесна застібка на орденську стрічку для Сухопутних військ» | 32                                                                                                 |

- Нагороджені Сертифікатом Пошани Головнокомандувача Сухопутних військ (1)